# Narkissos
Narkissos (græsk: Νάρκισσος) er en person fra græsk mytologi. Han var en jæger, som var kendt for sin skønhed. Ifølge Tzetzes afviste han alle romantiske tilbud og endte med at forelske sig i sin egen refleksion. Han tilbragte resten af sit liv med at stirre på sin refleksion og efter han døde voksede en blomst med hans navn op i hans sted. Narkissos' selvoptagethed er oprindelsen til begrebet narcissisme.

## Ovids version af myten
Myten gengives i Ovids Metamorfoser, hvor Narkissos siges at være søn af flodnymfen Liriope og flodguden Kifisos. Liriope spurgte spåmanden Teiresias, om hendes søn kom til at vokse op og leve længe. Teiresias svarede, at det gjorde han, "bare han ikke får sig selv at se". Det var et svar, ingen lagde videre mærke til, og snart var det glemt. 
Da Narkissos blev 16 år, var han en ualmindelig smuk ung mand. Både kvinder og mænd forelskede sig i ham, men genert som han var, opsøgte han naturens ensomhed. Her mødte han nymfen Ekko. Hera straffede hende for at have distraheret hende med sine historier, mens Zeus var ude på elskovseventyr. Ekko blev stum, indtil hun selv blev tiltalt; og selv da kunne hun kun svare med at gentage tiltalens sidste ord. Håbløst betaget af den kønne ukendte, fulgte hun efter ham i håb om et første ord fra ham, der ville gøre det muligt for hende at svare. Narkissos var kommet væk fra sine jagtkammerater og råbte: "Er her nogen?" Ekko svarede straks: "Nogen!" og på den måde opstod en dialog mens de nærmede sig hinanden, indtil Ekko kom frem mellem træerne og slog armene om hans hals for at udtrykke sin forelskelse. Den forskrækkede Narkissos veg tilbage, stødte pigen væk og råbte: "Hellere vil jeg dø, end at du skal eje mig!" Ekko gentog: "Du skal eje mig."
Skamfuld over afvisningen trak Ekko sig tilbage til skovens ensomste steder, hvor hun svandt hen af kærlighedssorg, til kun knoglerne og stemmen var tilbage. Knoglerne er blevet til sten, hvorfra hendes stemme svarer den, der kalder. Nymfen Ekko er gået op i sit eget klagende ekko. Men andre piger blev afvist som hun, og nogle løftede armene mod himlen og bad om, at Narkissos skulle forelske sig og selv blive afvist. Nemesis hørte dem og lod Narkissos se sit eget spejlbillede i en klar skovsø. Tryllebundet af forelskelse søgte han at kysse det. Sandheden gik op for ham, da han havde rakt armene ned i vandet for at omfavne sit spejlbillede: "Hvad jeg begærer, er mit. Min rigdom gør mig fattig." Al kontakt med omverdenen blev brudt. Langsomt tæredes han bort af forelskelse til sig selv, og hver gang han råbte "Ve mig!" svarede Ekko ham, men kunne intet gøre for at hjælpe ham eller sig selv. Selv som død på vej over Styx stirrede Narkissos betaget på sit spejlbillede i dødsrigets vand. Da man ledte efter ham, fandt man ved søen ikke hans lig, men en blomst, safrangul i midten med hvide kronblade, en narcis. 

## I kunsten
I 1500-tallet dukkede Narkissos-temaet op i kunsten, på malerier af Tintoretto, Benvenuto Cellini og Caravaggio. I litteraturen kendes han i typer som Don Quijote og Don Juan.